# Brachyorrhos pygmaeus
Brachyorrhos pygmaeus — вид змій родини гомалопсових (Homalopsidae). Ендемік Індонезії. Описаний у 2021 році.

## Поширення і екологія
Brachyorrhos pygmaeus є ендеміками острова Серам в архіпелазі Молуккських островів.